# Tiziana Lodato
Tiziana Lodato (Catania, 10 novembre 1976) è un'attrice italiana.

## Biografia
Dopo gli studi presso il Teatro Stabile di Catania, debutta sul grande schermo nel 1995 con una parte da protagonista ne L'uomo delle stelle di Giuseppe Tornatore.
Dopo il debutto e la maturità all'Istituto d'Arte di Catania decide di stabilirsi a Roma.
Oltre che lavorare per il cinema recita in teatro e per la televisione. Tra i suoi film: Italiani (1996), regia di Maurizio Ponzi, Donna di piacere, regia di Paolo Fondato, e Volare!, regia di Vittorio De Sisti, entrambi del 1997, La stanza dello scirocco (1998), regia di Maurizio Sciarra, L'amore di Marja (2002), regia di Anne Riitta Ciccone, Solino (2002), regia di Fatih Akın, Tre giorni d'anarchia (2004), regia di Vito Zagarrio.
Per la televisione, ha preso parte alla miniserie TV Brancaccio (2001), regia di Gianfranco Albano, nelle due serie TV di Gente di mare (2005-2007), in onda su Rai Uno, e nelle fiction di Canale 5 Fratelli Detective (2009), regia di Giulio Manfredonia, e L'onore e il rispetto (2006), regia di Salvatore Samperi.

## Filmografia

### Cinema
- L'uomo delle stelle, regia di Giuseppe Tornatore (1995)
- Italiani, regia di Maurizio Ponzi (1996)
- Donna di piacere, regia di Paolo Fondato (1997)
- Volare!, regia di Vittorio De Sisti (1997)
- La stanza dello scirocco, regia di Maurizio Sciarra (1998)
- Oltremare - Non è l'America, regia di Nello Correale (1998)
- Solino, regia di Fatih Akın (2002)
- L'amore di Marja, regia di Anne Riitta Ciccone (2002)
- Perdutoamor, regia di Franco Battiato (2003)
- Tre giorni d'anarchia, regia di Vito Zagarrio (2004)
- Ristabbanna, regia di Daniele De Plano e Gianni Cardillo (2010)
- Terraferma, regia di Emanuele Crialese (2011)
- Andiamo a quel paese, regia di Ficarra e Picone (2014)
- Seconda primavera, regia di Francesco Calogero (2015)
- Mirafiori Lunapark, regia di Stefano Di Polito (2015)
- I cantastorie, regia di Gian Paolo Cugno (2016)
- La stranezza, regia di Roberto Andò (2022)

### Televisione
- Brancaccio, regia di Gianfranco Albano – miniserie TV (2001)
- Sarò il tuo giudice, regia di Gianluigi Calderone (2001)
- Le ragioni del cuore, regia di Anna Di Francisca, Luca Manfredi e Alberto Simone – miniserie TV, un episodio (2002)
- L'inganno, regia di Rossella Izzo – film TV (2003)
- Don Matteo – serie TV, episodio 5x15 (2006)
- L'onore e il rispetto – serie TV (2006)
- Gente di mare – serie TV, 37 episodi (2005-2007)
- Fratelli detective, regia di Giulio Manfredonia – film TV (2009)
- Il cacciatore – serie TV, 7 episodi (2018-2020)
- L'Ora - Inchiostro contro piombo – serie TV (2022)

### Cortometraggi
- Il primo giorno, regia di Stefano Grossi (2002)

## Teatro
- Ballando ho incontrato un angelo musico (1997)
- Palermo oh cara (1998)
- Le città del mondo (1999)
- Molto rumore per nulla (2000)
- Le città del mondo (2002)
- Acquadicielo (2002)
- Molto rumore per nulla (2003-04)
- Il vecchio con gli stivali (2003)
- Don Giovanni in Sicilia (2004)